# Superliga de Grecia 2024-25
La temporada 2024-25 fue la edición número 88 de la Superliga de Grecia. La misma comenzó el 17 de agosto de 2024 y terminó el 22 de mayo de 2025.
El PAOK fue el campeón defensor del torneo tras ganar su cuarto campeonato la temporada anterior.
El Olympiakos se proclamó campeón y además, su coeficiente UEFA le permite acceder directamente a fase de liga de la UEFA Champions League, en vez de las rondas preliminares.

## Formato
En la primera fase los 14 equipos participantes jugarán entre sí todos contra todos a dos ruedas, totalizando 26 partidos cada uno.
A partir de esta temporada se modificó el sistema de competencia para la fase final de la temporada. Al terminar la jornada 26 los equipos serán divididos en tres grupos: los primeros cuatro clasificados pasarán a disputar el grupo de campeonato; los clubes colocados entre la quinta y la octava posición pasaran a disputar el grupo por un lugar en competiciones europeas; mientras que las escuadras ubicadas entre los sitios 9 y 14 disputarán el grupo de descenso.
En el Grupo Campeonato los mejores cuatro clubes de la fase regular disputarán dos ruedas que suman seis partidos, para determinar al ganador del título y a los poseedores de las plazas para competiciones europeas. Los cuatro equipos entrarán a esta fase con la puntuación obtenida durante la fase regular y el club que consiga más puntuación sumada entre la fase regular y la ronda final será el campeón.
En el Grupo Europa, los clubes colocados entre la quinta y la octava posición de la fase regular disputarán dos ruedas que suman seis jornadas, el ganador del grupo podrá optar a una plaza en competición europea siempre y cuando el campeón de la Copa de Grecia sea uno de los cuatro clubes del Grupo de Campeonato, ya que para esta temporada la Superliga de Grecia cuenta con cinco cupos en las diversas competiciones continentales. En este grupo los equipos iniciarán la ronda final con la mitad de los puntos obtenidos durante la etapa regular.
El Grupo Descenso será disputado por los equipos que finalizaron la fase regular entre las posiciones 9 y 14 de la tabla, los cuales disputarán dos ruedas que añaden diez jornadas. Los equipos que ocupen las últimas dos plazas de este grupo serán relegados a la siguiente edición de la Segunda Superliga de Grecia. En este sector los clubes iniciarán la fase final con la misma puntuación que consiguieron durante la etapa regular de la temporada.

## Ascensos y descensos
Kifisia y PAS Giannina descendieron tras ocupar las últimas dos plazas en la temporada 2023-24. 
| Pos. | Descendidos de la Superliga de Grecia 2023-24 |
| ---- | --------------------------------------------- |
| 13.º | Kifisia                                       |
| 14.º | PAS Giannina                                  |

| Pos.      | Ascendido de la Segunda Superliga de Grecia 2023-24 |
| --------- | --------------------------------------------------- |
| 1.º Norte | Levadiakos                                          |
| 1.º Sur   | Athens Kallithea                                    |

## Información de los equipos
A continuación se muestra la lista de clubes que compiten en la Superliga 2024-25, con su respectiva ubicación y estadio.
| Equipo           | Ciudad    | Estadio                  | Capacidad |
| ---------------- | --------- | ------------------------ | --------- |
| AEK Atenas       | Atenas    | Estadio Agia Sofía       | 31 100    |
| Aris Salónica    | Salónica  | Kleanthis Vikelidis      | 22 800    |
| Asteras Trípoli  | Trípoli   | Theodoros Kolokotronis   | 7442      |
| Athens Kallithea | Kallithea | Grigoris Lamprakis       | 6300      |
| Atromitos        | Peristeri | Peristeri                | 9050      |
| Lamia            | Lamía     | Municipal de Lamia       | 5500      |
| Levadiakos       | Lebadea   | Levadia                  | 5915      |
| OFI              | Heraclión | Theodoros Vardinogiannis | 9088      |
| Olympiakos       | El Pireo  | Georgios Karaiskakis     | 32 115    |
| Panathinaikos    | Atenas    | Apostolos Nikolaidis     | 16 620    |
| Panetolikos      | Agrinio   | Panetolikos              | 7321      |
| Panserraikos     | Serres    | Municipal de Serres      | 9500      |
| PAOK Salónica    | Salónica  | La Tumba                 | 28 703    |
| Volos            | Volos     | Panthessaliko            | 22 700    |

## Temporada regular

### Clasificación
| Pos. | Equipo           | Pts. | PJ | G  | E  | P  | GF | GC | Dif. | Clasificación 2024-25 |
| ---- | ---------------- | ---- | -- | -- | -- | -- | -- | -- | ---- | --------------------- |
| 1    | Olympiakos       | 60   | 26 | 18 | 6  | 2  | 45 | 16 | +29  | Grupo Campeonato      |
| 2    | AEK Atenas       | 53   | 26 | 16 | 5  | 5  | 44 | 16 | +28  | Grupo Campeonato      |
| 3    | Panathinaikos    | 50   | 26 | 14 | 8  | 4  | 32 | 22 | +10  | Grupo Campeonato      |
| 4    | PAOK             | 46   | 26 | 14 | 4  | 8  | 51 | 26 | +25  | Grupo Campeonato      |
| 5    | Aris Salónica    | 42   | 26 | 12 | 6  | 8  | 31 | 28 | +3   | Grupo Europa          |
| 6    | OFI              | 36   | 26 | 10 | 6  | 10 | 37 | 38 | −1   | Grupo Europa          |
| 7    | Atromitos        | 35   | 26 | 10 | 5  | 11 | 32 | 32 | 0    | Grupo Europa          |
| 8    | Asteras Trípoli  | 35   | 26 | 10 | 5  | 11 | 27 | 29 | −2   | Grupo Europa          |
| 9    | Panetolikos      | 33   | 26 | 9  | 6  | 11 | 20 | 23 | −3   | Grupo Descenso        |
| 10   | Levadiakos       | 28   | 26 | 6  | 10 | 10 | 29 | 34 | −5   | Grupo Descenso        |
| 11   | Panserraikos     | 28   | 26 | 8  | 4  | 14 | 30 | 48 | −18  | Grupo Descenso        |
| 12   | Volos            | 22   | 26 | 6  | 4  | 16 | 20 | 41 | −21  | Grupo Descenso        |
| 13   | Athens Kallithea | 21   | 26 | 4  | 9  | 13 | 24 | 40 | −16  | Grupo Descenso        |
| 14   | Lamia            | 15   | 26 | 3  | 6  | 17 | 14 | 44 | −30  | Grupo Descenso        |

Actualizado a los partidos jugados el 9 de marzo de 2025.
 Fuente: Soccerway

### Resultados
| Local \ Visitante | AEK | ARS | AST | ATK | ATR | LAM | LEV | OFI | OLY | PNA | PNE | PNS | PAK | VOL |
| ----------------- | --- | --- | --- | --- | --- | --- | --- | --- | --- | --- | --- | --- | --- | --- |
| AEK Atenas        |     | 4–0 | 3–0 | 2–0 | 2–1 | 1–1 | 1–1 | 3–0 | 0–1 | 2–0 | 1–0 | 5–0 | 1–1 | 2–0 |
| Aris Salónica     | 0–0 |     | 1–1 | 2–0 | 2–1 | 2–0 | 3–1 | 0–2 | 2–1 | 2–0 | 2–1 | 1–0 | 0–0 | 0–1 |
| Asteras Trípoli   | 0–3 | 2–1 |     | 1–0 | 1–2 | 1–0 | 1–1 | 3–0 | 1–0 | 0–1 | 1–2 | 1–2 | 1–2 | 0–1 |
| Athens Kallithea  | 0–0 | 0–1 | 1–3 |     | 0–3 | 2–1 | 2–4 | 1–3 | 1–1 | 2–2 | 1–1 | 1–2 | 2–1 | 2–0 |
| Atromitos         | 0–1 | 1–1 | 0–1 | 1–2 |     | 4–2 | 2–1 | 0–0 | 1–2 | 1–1 | 0–2 | 1–0 | 1–2 | 1–2 |
| Lamia             | 0–1 | 0–1 | 0–0 | 0–0 | 0–3 |     | 0–2 | 1–1 | 0–3 | 3–1 | 0–1 | 1–2 | 1–2 | 1–0 |
| Levadiakos        | 0–3 | 4–1 | 1–2 | 0–0 | 1–2 | 2–2 |     | 1–1 | 0–1 | 0–1 | 1–1 | 1–0 | 0–2 | 3–2 |
| OFI               | 1–2 | 3–2 | 2–1 | 2–2 | 1–1 | 3–0 | 0–0 |     | 0–2 | 0–1 | 1–2 | 3–2 | 0–5 | 4–0 |
| Olympiakos        | 4–1 | 2–1 | 1–1 | 2–1 | 2–0 | 1–0 | 2–2 | 1–0 |     | 1–1 | 0–0 | 2–1 | 2–1 | 3–0 |
| Panathinaikos     | 1–0 | 1–1 | 0–1 | 1–0 | 1–1 | 1–0 | 1–0 | 3–2 | 0–0 |     | 2–0 | 3–1 | 2–1 | 2–1 |
| Panetolikos       | 1–0 | 2–1 | 1–1 | 2–0 | 0–1 | 0–1 | 0–0 | 1–0 | 0–2 | 1–2 |     | 3–0 | 0–1 | 0–1 |
| Panserraikos      | 1–0 | 0–1 | 2–1 | 2–1 | 2–3 | 2–0 | 2–2 | 2–3 | 0–4 | 2–2 | 0–0 |     | 1–4 | 1–1 |
| PAOK              | 1–2 | 0–1 | 2–0 | 2–2 | 3–0 | 7–0 | 1–0 | 1–2 | 2–3 | 0–0 | 2–0 | 3–2 |     | 1–2 |
| Volos             | 2–4 | 1–1 | 2–1 | 1–1 | 0–1 | 0–0 | 1–2 | 1–3 | 0–2 | 0–1 | 0–1 | 0–1 | 1–4 |     |

## Grupo Campeonato
| Pos. | Equipo         | Pts. | PJ | G  | E | P  | GF | GC | Dif. | Clasificación 2025-26                 |
| ---- | -------------- | ---- | -- | -- | - | -- | -- | -- | ---- | ------------------------------------- |
| 1    | Olympiakos (C) | 75   | 32 | 23 | 6 | 3  | 58 | 22 | +36  | Fase de liga de la Liga de Campeones  |
| 2    | Panathinaikos  | 59   | 32 | 17 | 8 | 7  | 42 | 32 | +10  | Segunda ronda de la Liga de Campeones |
| 3    | PAOK           | 58   | 32 | 18 | 4 | 10 | 62 | 37 | +25  | Tercera ronda de la Liga Europa       |
| 4    | AEK Atenas     | 53   | 32 | 16 | 5 | 11 | 48 | 28 | +20  | Segunda ronda de la Liga Conferencia  |

Actualizado a los partidos jugados el 11 de mayo de 2025.
 Fuente: Soccerway

## Grupo Europa
| Pos. | Equipo          | Pts. | PJ | G  | E | P  | GF | GC | Dif. | Clasificación 2025-26                       |
| ---- | --------------- | ---- | -- | -- | - | -- | -- | -- | ---- | ------------------------------------------- |
| 1    | Aris Salónica   | 56   | 32 | 16 | 8 | 8  | 42 | 32 | +10  | Segunda ronda de la Liga Europa Conferencia |
| 2    | Asteras Trípoli | 44   | 32 | 13 | 5 | 14 | 35 | 40 | −5   |                                             |
| 3    | Atromitos       | 43   | 32 | 12 | 7 | 13 | 39 | 37 | +2   |                                             |
| 4    | OFI             | 38   | 32 | 10 | 8 | 14 | 40 | 47 | −7   |                                             |

Actualizado a los partidos jugados el 10 de mayo de 2025.
 Fuente: Soccerway

## Grupo Descenso
| Pos. | Equipo               | Pts. | PJ | G  | E  | P  | GF | GC | Dif. | Clasificación 2025-26 |
| ---- | -------------------- | ---- | -- | -- | -- | -- | -- | -- | ---- | --------------------- |
| 1    | Levadiakos           | 50   | 36 | 13 | 11 | 12 | 50 | 43 | +7   |                       |
| 2    | Panetolikos          | 48   | 36 | 13 | 9  | 14 | 29 | 31 | −2   |                       |
| 3    | Volos                | 39   | 36 | 11 | 6  | 19 | 36 | 52 | −16  |                       |
| 4    | Panserraikos         | 37   | 36 | 10 | 7  | 19 | 40 | 61 | −21  |                       |
| 5    | Athens Kallithea (D) | 36   | 36 | 8  | 12 | 16 | 36 | 52 | −16  | Descenso de categoría |
| 6    | Lamia (D)            | 20   | 36 | 4  | 8  | 24 | 21 | 64 | −43  | Descenso de categoría |

Actualizado a los partidos jugados el 22 de mayo de 2025.
 Fuente: Soccerway

## Máximos goleadores
Actualizado el 22 de mayo de 2025.
| Pos. | Jugador          | Club          | Goles |
| ---- | ---------------- | ------------- | ----- |
| 1    | Jefté Betancor   | Panserraikos  | 19    |
| 2    | Loren Morón      | Aris Salónica | 18    |
| 2    | Ayoub El Kaabi   | Olympiacos    | 18    |
| 4    | Ambrosini Cabaça | Levadiakos    | 12    |
| 5    | Mady Camara      | PAOK          | 9     |